# 桜色の春をこえて
『桜色の春をこえて』（さくらいろのはるをこえて）とは、2011年に電撃文庫（アスキー・メディアワークス）から刊行された、直井章のライトノベルである。イラストはふゆの春秋。

## あらすじ
幼い頃に両親が離婚して母に引き取られるが、その母も中学3年生の時に恋人と逐電して独りになってしまった主人公・真世杏花。
高校進学を機に東北地方の小さな町で新生活を始めようとしたのだが、不動産屋のミスで新居を出ていかざるを得なくなってしまう。そこに助け船を出したのが、杏花の隣室に住む少女で、「不良」と噂される少女・澄多有住であった。
成り行き上有住の住む部屋に同居する事になった、杏花の新しい生活が始まる。

## 登場人物
真世杏花（まなせ きょうか）
幼い頃に両親の離婚を経験し、中学3年生の時母親も恋人と逐電したために一人になってしまった少女。叔父の援助を受け、東北地方の小さな町で一人暮らしを高校生活と共に始める予定だった。
しかし、不動産屋の二重契約によるトラブルで住居を失い、澄多有住の助け舟を機に彼女の部屋に同居する事となる。
家事が得意で、叔父から譲ってもらった調理道具を大切にしている。
澄多有住（すみた ありす）
杏花の隣室に住む少女で、学校では「不良少女」と噂が立っている。ある事情のためか1年留年しており、杏花よりは1歳年上。
不動産屋のトラブルで住居を失った杏花に自分の部屋に住むよう提案する。
父親が逐電し、母親に虐待されていた過去を持つ。
切妻緑（きりつま みどり）
杏花のクラスメイトで、体験入学の時からの知り合い。杏花には「キリちゃん」と呼ばれている。
幼なじみの砂森歴と付き合っている。後に吹奏楽部に入部した。
砂森歴（すなもり わたる）
緑の幼なじみで彼氏。野球部に入部している。
館下希（たてした のぞみ）
有住のクラスメイトで現在は2年生。有住の事を心配している。
大和田利恵（おおわだ りえ）
本来の301号室の住人。隣室という事もあり、杏花とも度々話すことになる。
実はバツイチ。
千恵（ちえ）
利恵の娘で、幼稚園に通っている。
真世真弓（まなせ まゆみ）
杏花の母親。夫と離婚した後は化粧品の訪問販売員となるも、恋人ができ娘の杏花を置いて逐電する。
柏崎（かしわざき）
生活指導の教師。堅物で厳しい事から、有住は「ガンジー」とあだ名をつけている。